# Nordische Junioren-Skiweltmeisterschaften 1979
Die 2. Nordischen Junioren-Skiweltmeisterschaften 1979 fanden vom 15. bis zum 18. Februar 1979 im Mont Sainte-Anne statt. Es nahmen Athleten aus 24 Ländern teil.
Erfolgreichste Nation der Titelkämpfe war die Deutsche Demokratische Republik mit zwei Goldmedaillen, und je einer Silber- und Bronzemedaille vor Schweden mit einer Goldmedaille und drei Silbermedaillen und der Sowjetunion mit je einer Gold- und Silbermedaille und zwei Bronzemedaillen.

## Skilanglauf Junioren

### 15 km
| Platz | Sportler             | Land                            | Zeit (min) |
| ----- | -------------------- | ------------------------------- | ---------- |
| 1     | Thomas Eriksson      | Schweden                        | 43:51,76   |
| 2     | Alexander Tschaiko   | Sowjetunion                     | 44:21,48   |
| 3     | Alexander Koutoukin  | Sowjetunion                     | 44:24,93   |
| 4     | Jan Ottosson         | Schweden                        | 44:31,83   |
| 5     | Kari Harkonen        | Finnland                        | 44:48,22   |
| 6     | Sven-Erik Danielsson | Schweden                        | 44:50,10   |
| 7     | Martin Hole          | Norwegen                        | 44:53,66   |
| 8     | Mikael Edman         | Schweden                        | 44:57,74   |
| 9     | Sergei Tichkov       | Sowjetunion                     | 45:05,06   |
| 10    | Hans Pürro           | Schweiz                         | 45:16,94   |
| 12    | Jochen Behle         | BR Deutschland                  | 45:33,38   |
| 14    | Heiko Töpelt         | Deutsche Demokratische Republik | 45:57,85   |
| 24    | Andreas Gumpold      | Österreich                      | 46:55,65   |
| 25    | Joos Ambühl          | Schweiz                         | 47:01,91   |
| 28    | Ernst Auer           | Österreich                      | 47:15,39   |
| 30    | Jürgen Bachmann      | Deutsche Demokratische Republik | 47:19,36   |
| 31    | Stephan Hirschhausen | BR Deutschland                  | 47:29,77   |
| 32    | Markus Lackner       | Österreich                      | 54:32,93   |
| 34    | Stefan Dotzler       | BR Deutschland                  | 47:51,36   |
| 35    | Sylvain Guenat       | Schweiz                         | 47:51,38   |
| 38    | Christian Minatti    | Österreich                      | 48:23,64   |
| 47    | Walter Gerber        | Schweiz                         | 49:28,99   |
| 54    | Friedrich Frey       | BR Deutschland                  | 51:05,05   |

Datum: 16. Februar 1979
Es waren 58 Läufer am Start.

### 3 × 10 km Staffel
| Platz | Sportler                                              | Land                            | Zeit (std) |
| ----- | ----------------------------------------------------- | ------------------------------- | ---------- |
| 1     | Sergei Tichkov Alexander Tschaiko Alexander Koutoukin | Sowjetunion                     | 1:28:33,10 |
| 2     | Sven-Erik Danielsson Jan Ottosson Thomas Eriksson     | Schweden                        | 1:29:11,51 |
| 3     | Pål Gunnar Mikkelsplass Hans Erik Tofte Martin Hole   | Norwegen                        | 1:29:46,38 |
| 4     | Giuseppe Ploner Marco Albarello Giorgio Vanzetta      | Italien                         | 1:29:49,46 |
| 5     | Joos Ambühl Sylvain Guenat Hans Pürro                 | Schweiz                         | 1:31:36,87 |
| 6     | Stephan Hirschhausen Stefan Dotzler Jochen Behle      | BR Deutschland                  | 1:32:22,77 |
| 7     | Hannu Tiainen Pekka Soini Kari Harkonen               | Finnland                        | 1:32:43,68 |
| 8     | Andreas Gumpold Ernst Auer Markus Lackner             | Österreich                      | 1:33:26,09 |
| 9     | Marvin Strimbold Richard Weber Dirk van Wijk          | Kanada                          | 1:33:56,28 |
| 10    | Guy Henriet Vincent Letoublon Dominique Locatelli     | Frankreich                      | 1:34:07,18 |
| 12    | Uwe Dotzauer Jürgen Bachmann Heiko Töpelt             | Deutsche Demokratische Republik | 1:35:08,94 |

Datum: 18. Februar 1979
Es waren 15 Teams am Start.

## Skilanglauf Juniorinnen

### 5 km
| Platz | Sportler          | Land                            | Zeit (min) |
| ----- | ----------------- | ------------------------------- | ---------- |
| 1     | Marlies Rostock   | Deutsche Demokratische Republik | 16:25,64   |
| 2     | Carina Sandberg   | Schweden                        | 16:35,97   |
| 3     | Carola Anding     | Deutsche Demokratische Republik | 16:41,44   |
| 4     | Birgit Schreiber  | Deutsche Demokratische Republik | 16:44,42   |
| 5     | Brit Pettersen    | Norwegen                        | 16:46,10   |
| 6     | Maria Tomasevitj  | Sowjetunion                     | 16:48,04   |
| 7     | Marina Mashanova  | Sowjetunion                     | 16:53,09   |
| 8     | Eva Lundqvist     | Schweden                        | 16:55,22   |
| 9     | Galina Miatorova  | Sowjetunion                     | 16:55,89   |
| 10    | Ute Nestler       | Deutsche Demokratische Republik | 17:05,05   |
| 12    | Cornelia Thomas   | Schweiz                         | 17:10,10   |
| 16    | Evi Kratzer       | Schweiz                         | 17:15,52   |
| 18    | Susanne Riermeier | BR Deutschland                  | 17:27,49   |
| 24    | Karin Thomas      | Schweiz                         | 17:56,89   |
| 27    | Eva Egger         | BR Deutschland                  | 18:10,77   |
| 31    | Karin Jäger       | BR Deutschland                  | 18:45,01   |
| 34    | Andreas Thurner   | BR Deutschland                  | 19:08,41   |

Datum: 16. Februar 1979
Es waren 39 Läuferinnen am Start.

### 3 × 5 km Staffel
| Platz | Sportler                                           | Land                            | Zeit (min) |
| ----- | -------------------------------------------------- | ------------------------------- | ---------- |
| 1     | Marlies Rostock Carola Anding Birgit Schreiber     | Deutsche Demokratische Republik | 50:00,19   |
| 2     | Eva Ludvigsson Eva Lundqvist Carina Sandberg       | Schweden                        | 50:33,17   |
| 3     | Marina Mashanova Galina Miatorova Maria Tomasevitj | Sowjetunion                     | 51:16,75   |
| 4     | Eeva Ollinkainen Tuija Puhakainen Eija Hyytiäinen  | Finnland                        | 51:22,32   |
| 5     | Sigrid-Marie Seim Ragnhild Bratberg Brit Pettersen | Norwegen                        | 52:10,24   |
| 6     | Cornelia Thomas Karin Thomas Evi Kratzer           | Schweiz                         | 52:15,17   |
| 7     | Beth Paxson Betsy Haines Kristen Petty             | Vereinigte Staaten              | 52:56,40   |
| 8     | Karin Jäger Eva Egger Susanne Riermeier            | BR Deutschland                  | 53:33,39   |
| 9     | Monique Waterreus Angela Schmidt Jenny Walker      | Kanada                          | 54:07,81   |

Datum: 18. Februar 1979
Es waren neun Teams am Start.

## Nordische Kombination Junioren

### Einzel (Normalschanze K90/15 km)
| Platz | Sportler         | Land                            | Gesamtpunkte |
| ----- | ---------------- | ------------------------------- | ------------ |
| 1     | Hermann Weinbuch | BR Deutschland                  | 390,07       |
| 2     | Martin Schartel  | BR Deutschland                  | 389,91       |
| 3     | Hubert Schwarz   | BR Deutschland                  | 385,40       |
| 4     | Uwe Dotzauer     | Deutsche Demokratische Republik | 377,60       |
| 5     | Martin Rudberg   | Schweden                        | 369,28       |
| 6     | Sergej Orljanski | Sowjetunion                     | 366,30       |

Datum: 16. und 17. Februar 1979

## Skispringen Junioren

### Normalschanze
| Platz | Sportler            | Land                            | Weite 1 | Weite 2 | Punkte |
| ----- | ------------------- | ------------------------------- | ------- | ------- | ------ |
| 1     | Horst Bulau         | Kanada                          | 87,5 m  | 83,0 m  | 240,4  |
| 2     | Ulrich Pschera      | Deutsche Demokratische Republik | 88,5 m  | 81,5 m  | 240,1  |
| 3     | Hiroyasu Aizawa     | Japan                           | 82,0 m  | 86,0 m  | 238,4  |
| 4     | Mika Kojonkoski     | Finnland                        | 76,5 m  | 88,5 m  | 228,6  |
| 5     | Ari Oulasvuori      | Finnland                        | 84,5 m  | 81,0 m  | 227,9  |
| 6     | Manfred Deckert     | Deutsche Demokratische Republik | 79,0 m  | 82,0 m  | 221,2  |
| 7     | Alfred Lengauer     | Österreich                      | 82,0 m  | 80,0 m  | 220,3  |
| 8     | Halvor Asphol       | Norwegen                        | 80,5 m  | 83,0 m  | 219,2  |
| 9     | Frank Sternkopf     | BR Deutschland                  | 83,0 m  | 78,0 m  | 219,2  |
| 10    | Andreas Felder      | Österreich                      | 84,0 m  | 75,0 m  | 215,5  |
| 16    | Thomas Klauser      | BR Deutschland                  | 68,0 m  | 83,5 m  | 196,0  |
| 21    | Heinz Koch          | Österreich                      | 71,0 m  | 80,5 m  | 190,0  |
| 25    | Manfred Steiner     | Österreich                      | 68,0 m  | 75,0 m  | 184,9  |
| 26    | Benito Bonetti      | Schweiz                         | 73,0 m  | 71,0 m  | 177,0  |
| 33    | Peter Rohwein       | BR Deutschland                  | 67,0 m  | 69,0 m  | 160,2  |
| 36    | Peter Gierse        | BR Deutschland                  | 67,0 m  | 68,0 m  | 155,1  |
| 37    | Placide Schmidinger | Schweiz                         | 64,0 m  | 69,0 m  | 153,9  |

Datum: 18. Februar 1979
Es waren 49 Skispringer am Start.

## Medaillenspiegel
| Platz | Land                            | Gold | Silber | Bronze | Gesamt |
| ----- | ------------------------------- | ---- | ------ | ------ | ------ |
| 1     | Deutsche Demokratische Republik | 2    | 1      | 1      | 4      |
| 2     | Schweden                        | 1    | 3      | 0      | 4      |
| 3     | Sowjetunion                     | 1    | 1      | 2      | 4      |
| 4     | BR Deutschland                  | 1    | 1      | 1      | 3      |
| 5     | Kanada                          | 1    | 0      | 0      | 1      |
| 6     | Japan                           | 0    | 0      | 1      | 1      |
| 6     | Norwegen                        | 0    | 0      | 1      | 1      |